# Vivans
Vivans és un municipi francès situat al departament del Loira i a la regió d'Alvèrnia-Roine-Alps. L'any 2007 tenia 249 habitants.

## Demografia

### Població
El 2007 la població de fet de Vivans era de 249 persones. Hi havia 104 famílies de les quals 24 eren unipersonals (16 homes vivint sols i 8 dones vivint soles), 40 parelles sense fills, 36 parelles amb fills i 4 famílies monoparentals amb fills.
La població ha evolucionat segons el següent gràfic:
Habitants censats

### Habitatges
El 2007 hi havia 148 habitatges, 101 eren l'habitatge principal de la família, 26 eren segones residències i 21 estaven desocupats. 142 eren cases i 6 eren apartaments. Dels 101 habitatges principals, 68 estaven ocupats pels seus propietaris, 31 estaven llogats i ocupats pels llogaters i 1 estava cedit a títol gratuït; 1 tenia una cambra, 3 en tenien dues, 8 en tenien tres, 25 en tenien quatre i 63 en tenien cinc o més. 97 habitatges disposaven pel capbaix d'una plaça de pàrquing. A 40 habitatges hi havia un automòbil i a 55 n'hi havia dos o més.

### Piràmide de població
La piràmide de població per edats i sexe el 2009 era:
| Homes | Edats   | Dones |
| ----- | ------- | ----- |
| 0     | 95 o +  | 0     |
| 0     | 90 a 94 | 0     |
| 0     | 85 a 89 | 0     |
| 0     | 80 a 84 | 0     |
| 16    | 75 a 79 | 8     |
| 0     | 70 a 74 | 4     |
| 4     | 65 a 69 | 8     |
| 12    | 60 a 64 | 8     |
| 8     | 55 a 59 | 0     |
| 12    | 50 a 54 | 8     |
| 0     | 45 a 49 | 8     |
| 8     | 40 a 44 | 12    |
| 8     | 35 a 39 | 8     |
| 8     | 30 a 34 | 0     |
| 12    | 25 a 29 | 16    |
| 8     | 20 a 24 | 12    |
| 8     | 15 a 19 | 20    |
| 4     | 10 a 14 | 12    |
| 0     | 5 a 9   | 8     |
| 12    | 0 a 4   | 4     |

## Economia
El 2007 la població en edat de treballar era de 166 persones, 121 eren actives i 45 eren inactives. De les 121 persones actives 116 estaven ocupades (63 homes i 53 dones) i 5 estaven aturades (1 home i 4 dones). De les 45 persones inactives 16 estaven jubilades, 20 estaven estudiant i 9 estaven classificades com a «altres inactius».

### Ingressos
El 2009 a Vivans hi havia 99 unitats fiscals que integraven 243 persones, la mediana anual d'ingressos fiscals per persona era de 13.117 €.

### Activitats econòmiques
Dels 10 establiments que hi havia el 2007, 1 era d'una empresa de fabricació d'altres productes industrials, 4 d'empreses de construcció, 2 d'empreses de comerç i reparació d'automòbils, 2 d'empreses d'hostatgeria i restauració i 1 d'una empresa classificada com a «altres activitats de serveis».
Dels 6 establiments de servei als particulars que hi havia el 2009, 2 eren paletes, 1 lampisteria, 1 empresa de construcció, 1 perruqueria i 1 restaurant.
L'any 2000 a Vivans hi havia 34 explotacions agrícoles que ocupaven un total de 1.975 hectàrees.

## Poblacions més properes
El següent diagrama mostra les poblacions més properes.